# IC 1728
IC 1728 је спирална галаксија у сазвјежђу Пећ која се налази на листи објеката дубоког неба у Индекс каталогу.
Деклинација објекта је - 33° 36' 6" а ректасцензија 1h 47m 44,4s. Привидна величина (магнитуда) објекта IC 1728 износи 13,3 а фотографска магнитуда 14,1. IC 1728 је још познат и под ознакама ESO 353-47, MCG -6-5-2, IRAS 01455-3350, PGC 6584.